# Luiz Lopes Correa
Luiz Lopes Correa (Itajaí, 4 de julho de 1929 - São Paulo, 16 de outubro de 1999), foi um jornalista brasileiro.

## Biografia
Em sua cidade natal, integrou o serviço da equipe de alto falantes na Praça Vidal Ramos, que deu origem a radiodifusão de Itajaí.
Iniciou a carreira em 1949, como locutor na PRG-5 Rádio Atlântica de Santos, conhecida pelo público como " A voz do Mar" e depois na Rádio Cultura São Vicente. Em 1950, já na capital paulista esteve na Rádio Record e Rádio Cultura de São Paulo, integrante as Organizações Victor Costa, aonde apresentava o programa Mindight.
Manteve se na Organização Victor Costa até a sua compra pela TV Globo. Na TV Paulista que depois viria ser TV Globo São Paulo, apresentou os programas Cine Atualidades e Tele Atualidades .
Apresentou na TV Globo de 1968 a 1980 o boletim O Globo em 2 minutos e na Rádio Globo o noticiário O Globo no Ar. Luiz foi o último correspondente estrangeiro a entrevistar Martin Luther King, nos Estados Unidos.
No cinema foi narrador de diversos filmes e documentários como Quando os Campos Florescem, Combatendo a Malária e o Mal das Chagas, Criança Sadia, Futuro Campeão. Ainda atuou em dois filmes: Janaína - A Virgem Proibida e Os Desclassificados.
Nos anos 90, ficou conhecido por suas locuções no jornalístico Aqui Agora no SBT, onde ele anunciava as manchetes de abertura, bem como narrava todas as notícias internacionais. Na mesma emissora apresentou o TJ Internacional.
Seu último trabalho foi na Rádio Capital. Faleceu aos 70 anos em 1999, sendo sepultado no mausoléu do Sindicato do jornalistas no Cemitério São Paulo.